# WEB Aruba
Die WEB Aruba N.V. (Water- en Energiebedrijf Aruba N.V.) ist ein Energieversorgungsunternehmen in Oranjestad (Aruba).

## Geschichte
WEB wurde im Januar 1992 durch die Zusammenlegung früherer Einzelunternehmen als unabhängiges Unternehmen gegründet und ist seitdem im Auftrag der Regierung für die Strom- und Wasserversorgung der Insel zuständig. WEB betreibt zusammen mit der Tochtergesellschaft N.V. Elmar die Kraftwerksblöcke, Meerwasserentsalzungsanlagen und das gesamte Versorgungsnetz für Strom und Wasser bis zum Endverbraucher.
Ein zentraler Punkt hierbei ist die Wasserversorgung für die Bewohner der Insel, da Aruba 100 Prozent seines Trinkwassers durch Meerwasserentsalzung gewinnt.

## Wasser
WEB Aruba NV bereitet rund 2.000 Tonnen Trinkwasser pro Tag. Seit 1932 wird die Meerwasserentsalzung im thermischen Verfahren vorgenommen, wobei das zugeführte Meerwasser mit der Abwärme der kalorischen Kraftwerke erhitzt und das Trinkwasser in einer mehrstufigen Entspannungsverdampfungsanlage gewonnen wird. Seit 2008 ist auch eine Umkehrosmoseanlage in Betrieb, die rund 75 % weniger Energie als herkömmliche thermische Verdampfungsanlagen verbraucht und somit dazu beiträgt, den Kraftstoffverbrauch zu senken.
WEB entschied sich für die ultraviolette (UV) Desinfektionstechnologie, es wird kein Chlor bei der Trinkwasserbereitung verwendet. Im Anschluss an den Entsalzungsprozess wird das Wasser durch sieben UV-Systeme nachbehandelt, bevor es zu den großen Lagertanks auf erhöhten Standorten auf der Insel transportiert wird. Über die Insel verteilt befinden sich sechs Wasserspeicher mit einem gesamten Fassungsvermögen von 72.600 Kubikmetern, die mit acht dezentralen Pumpenstationen das gesamte Rohrleitungsnetz versorgen.

### Verbrauch
| Wasserverbrauch                            | 2008   | 2009   | 2010   | 2011   | 2012   |
| ------------------------------------------ | ------ | ------ | ------ | ------ | ------ |
| Lokal angeschlossene Gebäude am Wassernetz | 37.973 | 38.857 | 39.424 | 40.162 | 41.338 |
| Verbrauch (× 1000 m³)                      | 13.119 | 12.835 | 11.747 | 12.938 | 11.789 |

### Abwasserbehandlung
Auf Aruba wird derzeit das Abwasser durch zwei Abwasserreinigungsanlagen (ARA), eine in Parkietenbos an der Westküste und die andere in Zeewijk auf der Ostseite der Insel, gereinigt. Die Kläranlage in Parkietenbos verarbeitet Abwasser von Klärgruben, das per LKW von der ganzen Insel angeliefert wird, während die Kläranlage Zeewijk das Abwasser vom Stadtgebiet San Nicolas verarbeitet, der zweitgrößten Stadt von Aruba, die über eine Kanalisation verfügt.
Beide Kläranlagen verwenden UV als letzten Behandlungsschritt zur Desinfektion, nachdem das Wasser verschiedene Filter- und Behandlungsschritte einschließlich Fettentfernung durchlaufen hat. Die  biologische Behandlung und die tertiäre Scheibenfiltration sorgt dafür, dass das gereinigte Abwasser zum Teil zur Bewässerung der beiden Golfplätze und anderen Grünflächen auf der Insel wiederverwendet werden kann. Das Klärwerk Parkietenbos behandelt bis zu 75 m³ pro Stunde, während die Zeewijk-Anlage bis zu 200 m³ pro Stunde verarbeiten kann.

## Strom
2014 wurden rund 20 Prozent des Strombedarfs aus Wind- und Sonnenkraft erzeugt, die übrigen 80 Prozent werden mit Dampfkraftwerken, die mit Schweröl befeuert werden, gewonnen. Der Betriebsstoff hierfür wird importiert.

### Installierte Kraftwerksblöcke
- 2 × Babcock & Wilcox, installiert 1958, Renovierung 1994
- 3 × Babcock & Wilcox, installiert 1963/1964, 1995/1996 renoviert
- 1 × Babcock & Wilcox, installiert 1996
- 1 × Babcock & Wilcox, installiert 2002

Die sieben Kesselanlagen erzeugen insgesamt 860 Tonnen Dampf pro Stunde; die angeschlossenen Turbinen produzieren rund 102 Megawatt Strom je Einheit. Bei Spitzenbedarf können die Generatoren je 125 Megawatt erzeugen. Die Abwärme der Kraftwerke wird zur Meerwasserentsalzung genutzt.

### Stromverbrauch
| Stromverbrauch                                                   | 2008    | 2009    | 2010    | 2011    | 2012    |
| ---------------------------------------------------------------- | ------- | ------- | ------- | ------- | ------- |
| max. Erzeugung (MWh) Kraftwerksblöcke, Windpark und Solaranlagen | 913,607 | 924,318 | 940,240 | 930,477 | 914,462 |
| Verbrauch (MWh)                                                  | 764,291 | 773,909 | 789,581 | 771,841 | 766,117 |

### Windpark
Seit 2009 betreibt das Unternehmen einen Windpark mit zehn Windkraftanlagen und einer Gesamtleistung von 30 Megawatt an der Ostküste der Insel in der Nähe des Flughafens, in San Nicolas-Noord. Der Windpark wurde von einem Unternehmen aus Österreich errichtet; die Windkraftanlagen vom Typ Vesta V90/3000 wurden bei dem dänischen Hersteller Vestas Wind Systems gebaut. 12° 28′ 26″ N, 69° 53′ 29″ W